# روی بیکر (بازیکن فوتبال)
روی بیکر (انگلیسی: Roy Baker؛ زادهٔ ۱۹۵۴ (۷۰–۷۱ سال)) بازیکن فوتبال اهل بریتانیا است.
از باشگاه‌هایی که در آن بازی کرده‌است می‌توان به باشگاه فوتبال تاکلی، باشگاه فوتبال گایزلی، و باشگاه فوتبال برادفورد سیتی اشاره کرد.